# Anna Tobias
Anna Tobias (nacida Anna Tunnicliffe, Doncaster, Reino Unido, 17 de octubre de 1982) es una deportista estadounidense que compitió en vela en las clases Laser Radial, Elliott 6m y Snipe, y que actualmente compite en CrossFit.

## Trayectoria
Participó en dos Juegos Olímpicos de Verano, obteniendo una medalla de oro en Pekín 2008, en la clase Laser Radial, y el quinto lugar en Londres 2012 (Elliott 6m).
Ganó dos medallas de bronce en el Campeonato Mundial de Laser Radial, en los años 2005 y 2009; dos medallas en el Campeonato Mundial de Elliott 6m, oro en 2011 y plata en 2012, y dos medallas en el Campeonato Mundial Femenino de Snipe, plata en 2008 y oro en 2010.
Fue nombrada Regatista Mundial del Año por la Federación Internacional de Vela en los años 2009 y 2011.
Comenzó a practicar CrossFit en 2011. Disputó siete ediciones de los CrossFit Games, de 2013 a 2019, y consiguió dos medallas de oro en la categoría de master 35-39, en los años 2018 y 2019.
Nació en el Reino Unido, pero se mudó con su familia a Perrysburg (Estados Unidos) cuando tenía doce años. Estudió el doble grado de Contabilidad y Teoría de la Decisión en la Universidad de Old Dominion (ODU). Allí, con los Old Dominion Monarchs, consiguió ganar tres campeonatos nacionales de la ICSA.

## Palmarés internacional
| Juegos Olímpicos   | Juegos Olímpicos   | Juegos Olímpicos  | Juegos Olímpicos |
| Año                | Lugar              | Medalla           | Clase            |
| ------------------ | ------------------ | ----------------- | ---------------- |
| 2008               | Pekín (China)      | Medalla de oro    | Laser Radial     |
| Campeonato Mundial |                    |                   |                  |
| Año                | Lugar              | Medalla           | Clase            |
| 2005               | Fortaleza (Brasil) | Medalla de bronce | Laser Radial     |
| 2009               | Karatsu (Japón)    | Medalla de bronce | Laser Radial     |

| Campeonato Mundial | Campeonato Mundial  | Campeonato Mundial | Campeonato Mundial |
| Año                | Lugar               | Medalla            | Clase              |
| ------------------ | ------------------- | ------------------ | ------------------ |
| 2011               | Perth (Australia)   | Medalla de oro     | Elliott 6m         |
| 2012               | Gotemburgo (Suecia) | Medalla de plata   | Elliott 6m         |